# Dalma Benedek
Dalma Benedek, född den 21 februari 1982 i Budapest, är en ungersk-serbisk kanotist.
Hon tog bland annat VM-guld i K-2 1000 meter i samband med Sprintvärldsmästerskapen i kanotsport 2003 i Gainesville, Georgia.